# 史林

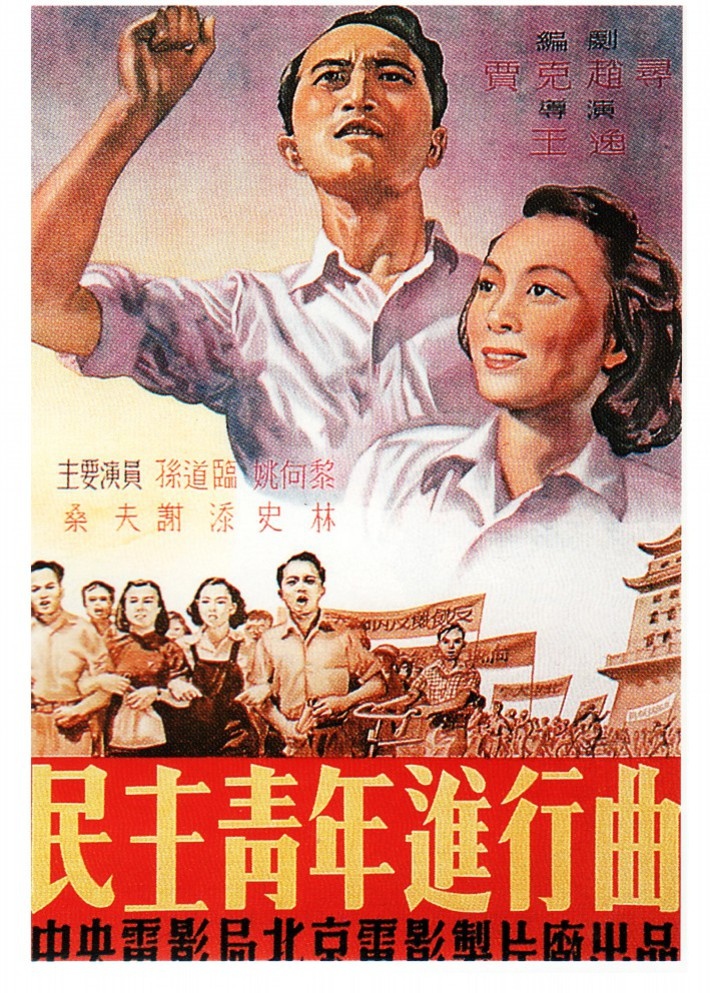
《民主青年进行曲》，1955.

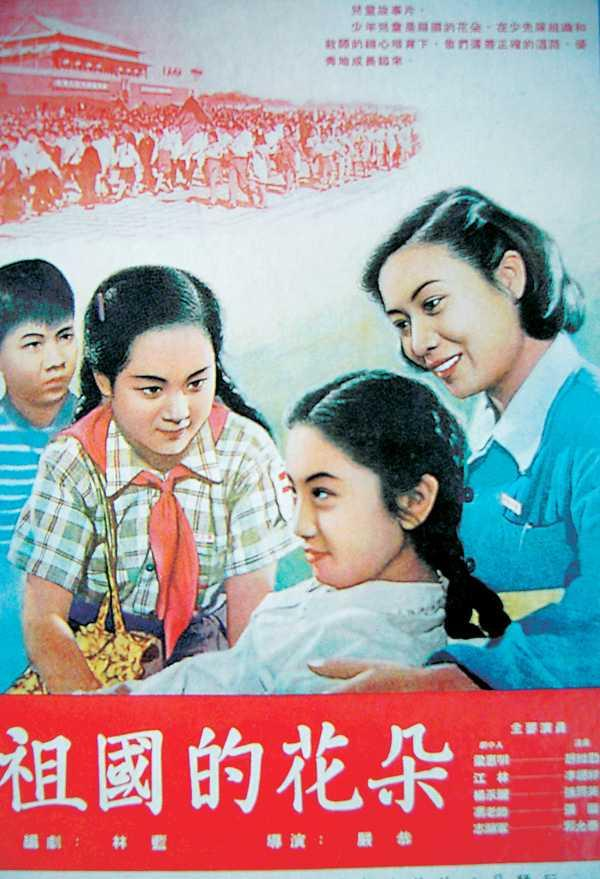
《祖国的花朵》，1955.

史林（1921年11月—？），原名史瑞林，山东乐陵人。

## 導演
早年就读北平国立艺术专科学校雕塑系。1941年入北平剧社，演的第一个戏是《群莺乱飞》。1944年入重庆怒吼剧社任演员。1945年后在中国电影制片厂、上海昆仑影业公司、上海观众戏剧演出公司、中电三厂任演员。银幕处女作是1946年吴永刚导演的《忠义之家》，相继演出《八千里路云和月》、《一江春水向东流》、《碧血千秋》及《花落水流红》等影片。1949年任北京电影制片厂演员。参拍《民主青年进行曲》、《祖国的花朵》、《罗小林的决心》、《不拘小节的人》等影片。其中《祝福》中的鲁四太太，可算代表作，以娴熟的演技恰到好处的展示了人物性格，给观众留下深刻印象。其间，曾在北京戏剧专科学校话剧系任教。导演话剧《雷雨》、《真情假意》等，导演故事片《敞开的窗户》；导演译制片《范尼和他的叔叔》、《天使在人间》、《挚爱》等。

## 参加演出的影片
- 1946年：《忠义之家》饰演富邻妻
- 1947年：《八千里路云和月》饰演姨母，《一江春水向东流》饰演何大婶
- 1948年：《碧血千秋》饰演吴芝瑛，《花落水流红》
- 1950年：《民主青年进行曲》饰演大姐
- 1955年：《祖国的花朵》饰演杨母，《罗小林的决心》饰演罗妈妈
- 1956年：《不拘小节的人》饰演敏如，《祝福》饰演鲁四太太
- 1965年：《浪涛滚滚》饰演李萍